# Izraelská bezpečnostní bariéra

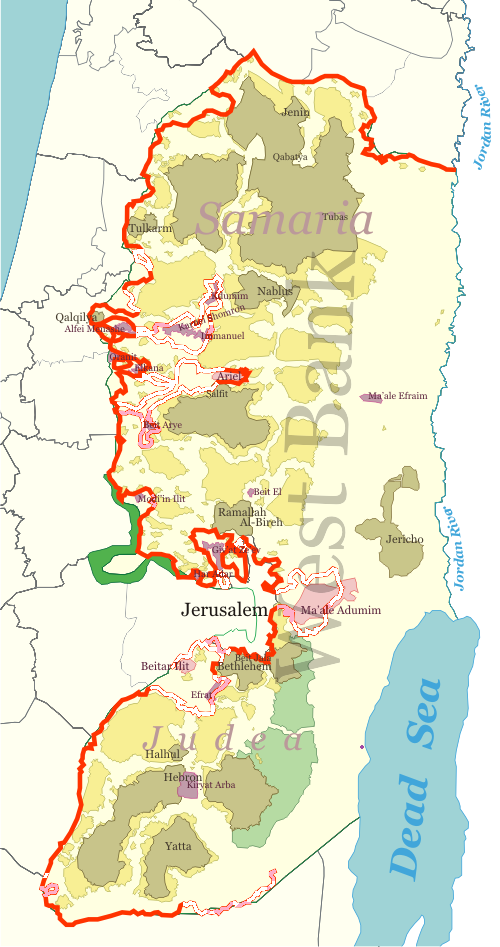
Izraelská bezpečnostní bariéra

Izraelská bezpečnostní bariéra (anglicky Israeli West-Bank barrier) je částečně postavená bariéra (budovaná od července 2003) sestávající ze sítě plotů (asi 95 % délky) a zdí (asi 5 % délky) mezi Izraelem a Západním břehem Jordánu. V části své délky sleduje zelenou linii z roku 1949 (jež určovala hranici mezi Izraelem a Západním břehem Jordánu, který anektovalo Jordánsko). V části délky (85 %) je vedena na území Západního břehu za zelenou linií. Po dokončení by celková délka bezpečnostní bariéry měla dosáhnout asi 712 km. V roce 2019 bylo postaveno zhruba 65,3 %.

## Kontroverze
Tato bariéra je vysoce kontroverzní projekt. Její zastánci tvrdí, že bariéra je nezbytným nástrojem, který chrání izraelské civilisty před palestinským terorismem, včetně sebevražedných atentátů, jejichž intenzita po vypuknutí Intifády Al-Aksá prudce narostla. Od zahájení stavby bariéry v červenci 2003 podstatně poklesl počet spáchaných útoků na občany Izraele.
Odpůrci bariéry tvrdí, že je ilegálním pokusem anektovat palestinské území pod záminkou získání bezpečnosti, že porušuje mezinárodní právo, je pokusem o zabránění mírových dohod o konečném statusu a významně omezuje životy palestinských Arabů, kteří žijí v okolí bariéry tím, že snižuje jejich možnost volně cestovat v rámci Západního břehu a dojíždět za prací do Izraele, čímž podkopává palestinskou ekonomiku. Palestinci ji popisují jako prvek rasové segregace a reprezentaci izraelského apartheidu, proto ji často nazývají „Zeď apartheidu“. Haagský tribunál ve svém poradním stanovisku Valného shromáždění OSN označil zeď jako nelegální (ve smyslu mezinárodního práva), neboť na některých místech vede přes okupovaná území, která nejsou součástí Izraele. Dokončení zdi by tak fakticky znamenalo anexi území, která Izrael obsadil po vítězství v Šestidenní válce. Proti výstavbě zdi se postavila i Evropská unie. Na protest proti výstavbě bariéry vznikla v roce 2003 izraelská anarchistická skupina Anarchisté proti zdi.

## Rozhodnutí mezinárodního soudu
Izraelskou bariérou se zabýval Mezinárodní soudní dvůr v Haagu. Sbor 15 mezinárodních soudců 9. června 2004 dospěl k následujícím závěrům:
- izraelská bariéra je ilegální
- izraelská bariéra není bezpečnostní opatření, ale de facto prostředek k zabírání půdy, anexi rozsáhlého území a podpořila nezákonnou výstavbu izraelských osad na Západním břehu, v procesu čehož byl Izrael zodpovědný za ilegální destrukci domů Palestinců a jejich násilné vyhnání z území
- stavba bariéry byla odsouzena jako dalekosáhlá konfiskace – přispěla k ničení palestinské půdy a majetku a narušení života tisíců obyvatel
- rozsudek též nařizuje Izraeli (resp. jeho politické reprezentaci) zeď strhnout a oběti kompenzovat, na což by měli dohlédnout též další signatáři Ženevské konvence jako např. USA a Velká Británie.
- „Izrael je povinen zastavit své porušování mezinárodního práva, je povinen zastavit bezodkladně práce na stavbě zdi stavěné na obsazeném palestinském území, včetně oblasti okolo východního Jeruzaléma; a tamní stavbu [je povinen] rozebrat.“
- zeď (bariéra) dle rozhodnutí soudu je zásahem proti právu Palestinců na sebeurčení a je porušením Ženevských konvencí a mezinárodního práva.[13]

Mezinárodní soudní dvůr ve svém poradním stanovisku ze dne 19. července 2024 shledal, že izraelská okupace palestinských území je mimo jiné v důsledku výstavby bariéry v rozporu s článkem 3 Mezinárodní úmluvy o odstranění všech forem rasové diskriminace, včetně „rasové segregace a apartheidu.“

## Fotogalerie

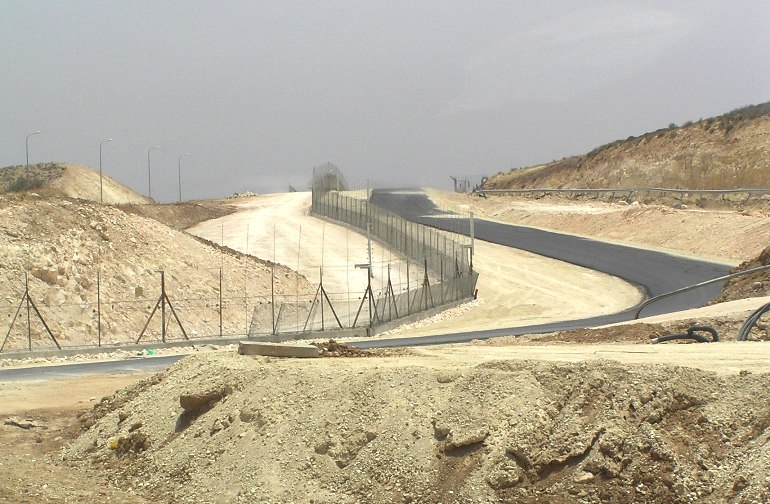
Plot jižně od Hebronu
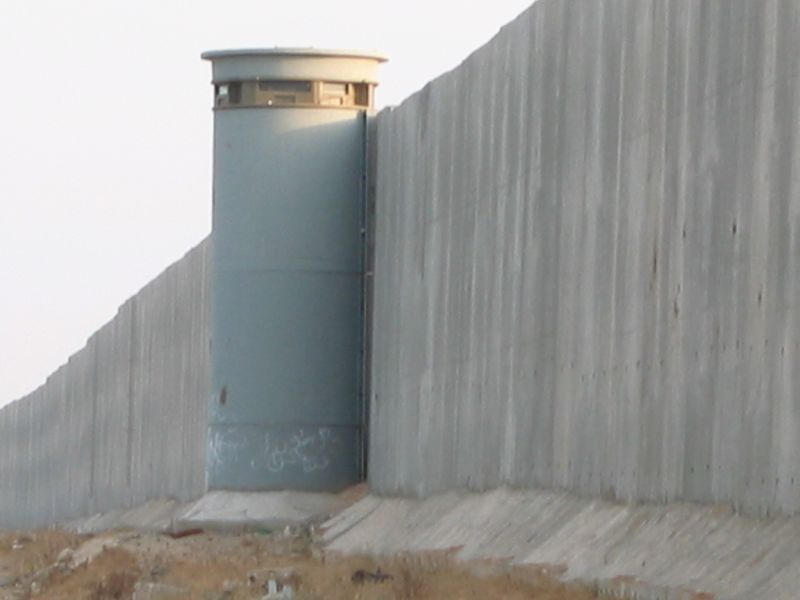
Strážní věž
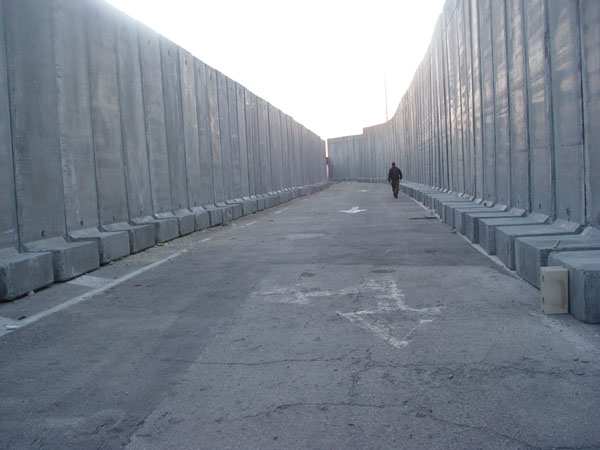
Palestinec se vrací domů
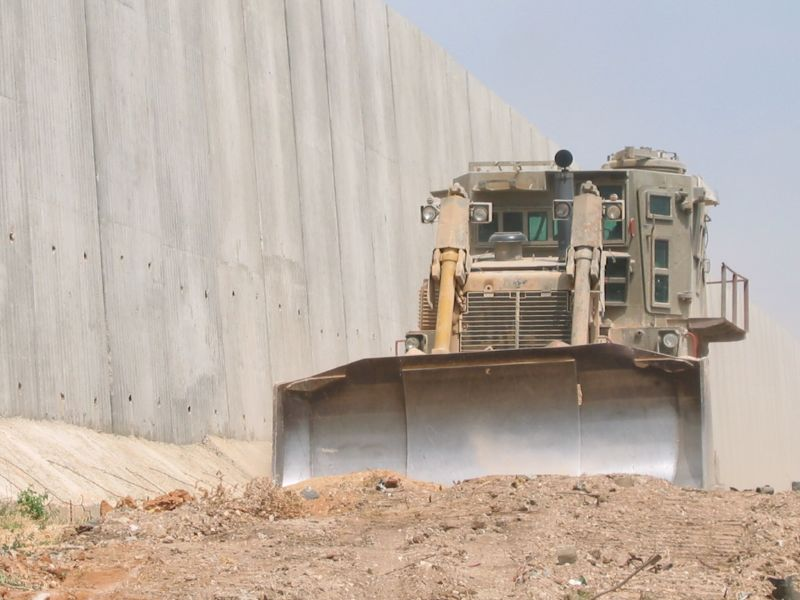
Upravený vojenský buldozer Caterpillar D9